# 1751 Herget
1751 Herget este un asteroid din centura principală, descoperit pe 27 iulie 1955, de Goethe Link Obs..